# Superficies táctiles antimicrobianas de aleación de cobre
Las superficies táctiles antimicrobianas de aleación de cobre pueden evitar que las superficies que se tocan con frecuencia sirvan como reservorios para la propagación de microbios patógenos. Esto es especialmente cierto en los centros sanitarios, donde los virus nocivos, bacterias y hongos colonizan y persisten en pomos de las puertas, placas de empuje, barandillas, mesas de bandeja, llaves de paso (grifos) manijas, polos IV, sistemas HVAC, y otros equipos. A veces, estos microbios pueden sobrevivir en las superficies durante más de 30 días.
Las superficies de cobre y sus aleaciones, como latón y bronce, son antimicrobianas. Tienen la capacidad inherente de matar una amplia gama de microbios dañinos con relativa rapidez, a menudo en dos horas o menos, y con un alto grado de eficacia. Estas propiedades antimicrobianas han sido demostradas por un extenso cuerpo de investigación. La investigación también sugiere que si las superficies táctiles están hechas con aleaciones de cobre, la transmisión reducida de organismos causantes de enfermedades puede reducir las infecciones de los pacientes en las unidades de cuidados intensivos (UCI) de los hospitales hasta en un 58%. Varias empresas han desarrollado métodos para utilizar la funcionalidad antimicrobiana del cobre en superficies de alto contacto existentes. 

## Evidencia
A partir de 2019, varios estudios han encontrado que las superficies de cobre pueden ayudar a prevenir infecciones en el entorno sanitario.
Se sabe que los microorganismos sobreviven en superficies inanimadas durante largos períodos de tiempo. Las prácticas de desinfección de manos y superficies son una medida primaria contra la propagación de infecciones. Dado que se sabe que aproximadamente el 80% de las enfermedades infecciosas se transmiten por contacto, y los patógenos que se encuentran en las instalaciones sanitarias pueden sobrevivir en superficies inanimadas durante días o meses, se cree que la carga microbiana de las superficies que se tocan con frecuencia desempeña un papel importante en la infección.

## Registros de la EPA
El 29 de febrero de 2008, la Agencia de Protección Ambiental de los Estados Unidos (EPA) aprobó los registros de cinco grupos diferentes de aleaciones de cobre como "materiales antimicrobianos" con beneficios para la salud pública. Los registros de la EPA cubren 479 composiciones diferentes de aleaciones de cobre dentro de seis grupos (se encuentra disponible una lista actualizada de todas las aleaciones aprobadas). Todas las aleaciones tienen concentraciones mínimas nominales de cobre del 60%. Se han publicado los resultados de los estudios antimicrobianos supervisados por la EPA que demuestran la fuerte eficacia antimicrobiana del cobre en una amplia gama de aleaciones.

### Microbios probados y muertos en pruebas de laboratorio de la EPA
Las bacterias destruidas por las aleaciones de cobre en las pruebas de eficiencia antimicrobiana supervisadas por la EPA incluyen:
- Escherichia coli O157: H7, un patógeno transmitido por los alimentos asociado con retiradas de alimentos a gran escala.
- Staphylococcus aureus resistente a la meticilina (MRSA), una de las cepas más virulentas de bacterias resistentes a los antibióticos y un culpable común de infecciones adquiridas en el hospital y la comunidad.
- Staphylococcus aureus, la más común de todas las infecciones bacterianas por estafilococos (es decir, estafilococos) que causan enfermedades potencialmente mortales, incluidas neumonía y meningitis.
- Enterobacter aerogenes, una bacteria patógena que se encuentra comúnmente en los hospitales y que causa infecciones oportunistas de la piel e impacta otros tejidos corporales.
- Pseudomonas aeruginosa, una bacteria en individuos inmunodeprimidos que infecta las vías urinarias y pulmonares, la sangre y la piel.
- Enterococcus resistente a la vancomicina (VRE), una bacteria patógena que es la segunda causa principal de infecciones intrahospitalarias.

### Protocolos de prueba de la EPA para superficies de aleación de cobre
Los registros se basan en estudios supervisados por la EPA que encontraron que las aleaciones de cobre matan más del 99.9% de las bacterias que causan enfermedades en solo dos horas cuando se limpian regularmente (es decir, los metales están libres de suciedad o mugre que puedan impedir el contacto de las bacterias con la superficie de cobre).
Para obtener los registros de la EPA, los grupos de aleaciones de cobre tenían que demostrar una fuerte eficacia antimicrobiana de acuerdo con todas las siguientes pruebas rigurosas:
- Eficiencia como desinfectante: este protocolo de prueba mide las bacterias supervivientes en las superficies de aleación después de dos horas.[10]
- Actividad de auto-desinfección residual: este protocolo de prueba mide las bacterias supervivientes en las superficies de aleación antes y después de seis ciclos de uso en húmedo y en seco durante 24 horas en un aparato de uso estándar.[11]
- Reducción continua de la contaminación bacteriana: este protocolo de prueba mide la cantidad de bacterias que sobreviven en una superficie después de haber sido re-inoculada ocho veces durante un período de 24 horas sin limpieza intermedia o frotamiento.[12]

### Aleaciones de cobre antimicrobianas registradas por la EPA
Los grupos de aleaciones probados y aprobados fueron C11000, C51000, C70600, C26000, C75200 y C28000.
Los números de registro de la EPA para los seis grupos de aleaciones son los siguientes:
| Grupo | % de Cobre       | Número de registro de la EPA |
| ----- | ---------------- | ---------------------------- |
| I     | 95,2 hasta 99,99 | 82012-1                      |
| II    | 87,3 hasta 95,0  | 82012-2                      |
| III   | 78,1 hasta 87,09 | 82012-3                      |
| IV    | 68,2 hasta 77,5  | 82012-4                      |
| V     | 65,0 hasta 67,8  | 82012-5                      |
| VI    | 60,0 hasta 64,5  | 82012-6                      |

### Reclamaciones otorgadas por la EPA en registros de aleaciones de cobre antimicrobianas
Las siguientes afirmaciones ahora están permitidas legalmente cuando se comercializan aleaciones de cobre antimicrobianas registradas por la EPA en los EE. UU.:
El uso de una superficie de aleación de cobre es un complemento y no un sustituto de las prácticas estándar de control de infecciones; los usuarios deben continuar siguiendo todas las prácticas actuales de control de infecciones, incluidas las prácticas relacionadas con la limpieza y desinfección de superficies ambientales. Se ha demostrado que el material de la superficie de aleación de cobre reduce la contaminación microbiana, pero no necesariamente previene la contaminación cruzada.
Los registros establecen que "las aleaciones de cobre antimicrobianas pueden usarse en hospitales, otras instalaciones de atención médica y varios edificios públicos, comerciales y residenciales".

### Requisitos de administración de productos de la EPA
Como condición de registro establecida por la EPA, la Asociación de Desarrollo del Cobre (CDA) en los EE. UU. es responsable de la administración de productos de aleaciones de cobre antimicrobianas. CDA debe asegurarse de que los fabricantes promocionen estos productos de manera adecuada. Los fabricantes solo deben promover el uso y cuidado adecuados de estos productos y deben enfatizar específicamente que el uso de estos productos es un complemento y no un sustituto de las prácticas higiénicas rutinarias.

La EPA ordenó que todos los materiales publicitarios y de marketing de productos de cobre antimicrobianos contengan la siguiente declaración:
El uso de una superficie de aleación de cobre es un complemento y no un sustituto de las prácticas estándar de control de infecciones; los usuarios deben continuar siguiendo todas las prácticas actuales de control de infecciones, incluidas las prácticas relacionadas con la limpieza y desinfección de superficies ambientales. Se ha demostrado que el material de la superficie de aleación de cobre reduce la contaminación microbiana, pero no necesariamente previene la contaminación cruzada.
Las aleaciones de cobre antimicrobianas están destinadas a proporcionar una acción antimicrobiana complementaria entre la limpieza de rutina de las superficies ambientales o táctiles en entornos de atención médica, así como en edificios públicos y el hogar. Los usuarios también deben comprender que para que las aleaciones de cobre antimicrobianas sigan siendo eficaces, no se pueden recubrir de ninguna manera.
Actualmente, CDA está implementando un programa de divulgación a través de comunicaciones escritas, un sitio web de administración de productos y a través de un grupo de trabajo que se reúne periódicamente para expandir los esfuerzos educativos.
En los registros se citaron más de 100 posibles aplicaciones de productos diferentes por sus posibles beneficios para la salud pública.

#### Declaración de garantía de la EPA
La declaración de garantía de la EPA está redactada de la siguiente manera:
Si se usa según lo previsto, las ALEACIONES DE COBRE ANTIMICROBIANAS son resistentes al desgaste y las propiedades antibacterianas duraderas seguirán siendo efectivas mientras el producto permanezca en su lugar y se use según las instrucciones.
Nota: Con la excepción del nombre del producto y el porcentaje de ingrediente activo, las etiquetas maestras aprobadas por la EPA para los seis grupos de aleaciones registradas son idénticas.

## Productos de cobre antimicrobianos
Muchos productos de aleación de cobre antimicrobianos han sido aprobados para su registro en instalaciones de atención médica, edificios públicos y comerciales, residencias, instalaciones de transporte público, laboratorios y equipos de áreas de juego en los EE. UU. La EPA dispone de una lista completa de productos registrados.